# Europa i Azja
Europa i Azja – debiutancki album zespołu Sztywny Pal Azji z 1987 roku.

## Lista utworów
1. "Twoja imitacja" (sł. J. Kisiński, muz. Zespół) – 3:17
2. "Spotkanie z..." (sł. J. Kisiński, muz. Zespół) – 3:25
3. "Budujemy grób dla faraona" (sł. J. Kisiński, muz. Zespół) – 4:03
4. "Nic pewnego" (sł. J. Kisiński, muz. Zespół) – 2:37
5. "Rock'n'rollowy robak" (sł. J. Kisiński, muz. Zespół) – 2:53
6. "...póki młodość w nas" (sł. J. Kisiński, muz. Zespół) – 2:22
7. "Nieprzemakalni (I)" (sł. J. Kisiński, muz. Zespół) – 2:57
8. "To jest nasza kultura" (sł. J. Kisiński, muz. Zespół) – 4:54
9. "Przybycie Makbeta" (sł. J. Kisiński, muz. Zespół) – 5:03
10. "Proces" (sł. J. Kisiński, muz. Zespół) – 2:51
11. "Kurort" (sł. J. Kisiński, muz. Zespół) – 2:56
12. "Wieża radości, wieża samotności" (sł. J. Kisiński, muz. Zespół) – 4:56

Reedycja MTJ z roku 2000 zawiera ponadto utwory bonusowe:
Bonus (live Sieradz 13 grudnia 1986)
1. "Europa i Azja" – 2:07
2. "Walczyk o Krakowie" – 3:25
3. "Nasze reggae" – 3:47
4. "Ja muszę" – 3:57

oraz ścieżkę multimedialną Historia Zespołu Sztywny Pal Azji (narracja, historia grupy, zdjęcia i zapiski).
Czas: 52:39

## Twórcy
- Jarosław Kisiński – gitara, gitara akustyczna, chórki
- Leszek Nowak – fortepian, śpiew, chórki
- Paweł Nazimek – gitara basowa, chórki
- Janusz Deda – perkusja
- Zbigniew Ciaputa – konga
- Andrzej Turek – gitara akustyczna

gościnnie
- Ryszard Wojciul – saksofon (8, 10)